# Kowloon West (eleitorado de 2008-2012)
Kowloon Ocidente (em inglês Kowloon West) é um eleitorado geográfico honconguês da Conselho Legislativo de Hong Kong. Membros dessa área incluem:
- Starry Lee Wai King
- Raymond Wong Yuk Man
- Frederick Fung Kin Kee
- James To
- Leung Mei Fun

Estes deputados são eleitos por sufrágio universal directo pelos habitantes do Kowloon Oeste.